# AS-44步槍
蘇達耶夫AS-44自動步槍（俄語：Автома́т Суда́ева），又稱AC-44，是由蘇達耶夫設計的一種自動步槍。 該槍在1944年完成設計，並交給了蘇聯軍隊進行進一步測試。 該槍參加了1946年蘇聯的制式步槍選型，但由於蘇達耶夫本人病逝，該槍進一步失去了改進的機會，最終蘇聯第一代制式步槍由卡拉什尼科夫自動步槍競得。

## 設計細節
AS-44是一種氣動式步槍，口徑為7.62x39毫米。 它使用長行程活塞傳動系統。

## 流行文化
電子遊戲2021年《應徵入伍》。